# 知らない町で (アルバム)
『知らない町で』（しらないまちで）は、藤圭子のスタジオ・アルバム。1971年12月25日発売。発売元はRCA。規格品番はJRS-7177。2013年11月27日にソニー・ミュージックダイレクトから初CD化された。CD盤の規格品番はMHCL-30194。

## 解説
シングル・レコード「知らない町で」とB面曲「圭子の網走番外地」（1971年10月25日発売、JRT-1197）、翌1972年にシングル･カットされた「京都から博多まで」とB面曲「街の子」（1972年1月25日発売、JRT-1207）が収録された藤圭子のLPスタジオ・アルバムである。全曲オリジナル作品。
ソニー系列の「日本の名盤復刻シリーズ」で廉価価格にて復刻され、2013年に初CD化された。CD化の際、音源に対しデジタル・リマスタリングが施された。また、CD規格は「高品質CD」とされるBlu-specCD2仕様である。
歌詞が掲載された8つ折り紙の裏面ではLPに封入されたポスターが復刻印刷されており、裏面には浅井英雄によるライナーノーツが掲載されている。
本LPと同時にアルバム『圭子のわらべ唄』（JRS-7174）が発売された。

## 収録曲
- レコードではM-1〜M-6がA面、M-7〜M-12がB面

1. 知らない町で（3分24秒）[3]
  - 作詞: 石坂まさを、作曲・編曲: 曾根幸明
2. 愛の浮雲（3分28秒）
  - 作詞: はぞのなな、作曲: 太田いくを、編曲: 竹村次郎
3. 山里の子守唄（3分57秒）
  - 作詞: はぞのなな、作曲: 野々卓也、編曲: 池田孝
4. 街の子（3分32秒）
  - 作詞: 阿久悠、作曲: 猪俣公章、編曲: 竹村次郎
5. 十九のつぼみ（4分9秒）
  - 作詞: 穂高五郎、作曲: 城美好、編曲: 龍崎孝路
6. 圭子の網走番外地（3分27秒）
  - 作詞: 石坂まさを、作曲: 不詳、編曲: 池田孝
7. 四月の花まつり（3分13秒）
  - 作詞: 橋本淳、作曲: 筒美京平、編曲: 高田弘
8. 京都から博多まで（3分24秒）
  - 作詞: 阿久悠、作曲: 猪俣公章、編曲: 池田孝
9. 女の冬（3分30秒）
  - 作詞: 山口あかり、作曲: 野々卓也、編曲: 高田弘
10. 恋のドライブ（2分53秒）
  - 作詞: 橋本淳、作曲: 筒美京平、編曲: 高田弘
11. 恋の港町（3分24秒）
  - 作詞: 山口あかり、作曲・編曲: 曾根幸明
12. 昭和仁義（3分29秒）
  - 作詞: 穂高五郎、作曲: 北上一郎、編曲: 池田孝